# نادي العدالة لكرة اليد
العدالة هو فريق كرة يد سعودي، يقع في الأحساء، المنطقة الشرقية.

## اللاعبون
آخر تحديث 06 نوفمبر 2020.
| الجنسية  | المركز    | اللاعب          |
| -------- | --------- | --------------- |
| السعودية | حارس مرمي | حسين العجمي     |
| مصر      | دفاع      | أحمد رفاعي      |
| البرازيل | وسط       | فيرنادو جابرييل |
| السعودية | وسط       | حبيب البلادي    |
| السعودية | هجوم      | عز الدين        |

## مشاركات
تواجد فريق العدالة لكرة اليد لأول مرة في تاريخه بدوري الأمير فيصل بن فهد موسم 2006/2005، حيث شارك في دوري الأمير فيصل بن فهد الممتاز لكرة اليد 9 مواسم.
دوري الأمير فيصل بن فهد الممتاز لكرة اليد
- دوري الأمير فيصل بن فهد الممتاز لكرة اليد 2006/2005
- دوري الأمير فيصل بن فهد الممتاز لكرة اليد 2007/2006
- دوري الأمير فيصل بن فهد الممتاز لكرة اليد 2008/2007
- دوري الأمير فيصل بن فهد الممتاز لكرة اليد 2011/2010
- دوري الأمير فيصل بن فهد الممتاز لكرة اليد 2012/2011
- دوري الأمير فيصل بن فهد الممتاز لكرة اليد 2016/2015
- دوري الأمير فيصل بن فهد الممتاز لكرة اليد 2018/2017
- دوري الأمير فيصل بن فهد الممتاز لكرة اليد 2019/2018
- دوري الأمير فيصل بن فهد الممتاز لكرة اليد 2020/2019

أفضل مركز هو المركز السابع موسم 2006/2005
دوري الدرجة الأولى السعودي لكرة اليد
- دوري الدرجة الأولى السعودي لكرة اليد 10/09
- دوري الدرجة الأولى السعودي لكرة اليد 17/16
- دوري الدرجة الأولى السعودي لكرة اليد 21/20[2]

أفضل مركز هو تحقيق بطولة الدوري موسم 10/09
كأس الأمير سلطان بن فهد لكرة اليد السعودية
شارك نادي العدالة في كأس الأمير سلطان بن فهد 14 موسم.
- كأس الأمير سلطان بن فهد لكرة اليد السعودية 2003
- كأس الأمير سلطان بن فهد لكرة اليد السعودية 2004
- كأس الأمير سلطان بن فهد لكرة اليد السعودية 2005
- كأس الأمير سلطان بن فهد لكرة اليد السعودية 2007
- كأس الأمير سلطان بن فهد لكرة اليد السعودية 2008
- كأس الأمير سلطان بن فهد لكرة اليد السعودية 2009
- كأس الأمير سلطان بن فهد لكرة اليد السعودية 2012
- كأس الأمير سلطان بن فهد لكرة اليد السعودية 2013
- كأس الأمير سلطان بن فهد لكرة اليد السعودية 2014
- كأس الأمير سلطان بن فهد لكرة اليد السعودية 2015
- كأس الأمير سلطان بن فهد لكرة اليد السعودية 2016
- كأس الأمير سلطان بن فهد لكرة اليد السعودية 2017
- كأس الأمير سلطان بن فهد لكرة اليد السعودية 2018
- كأس الأمير سلطان بن فهد لكرة اليد السعودية 2020

## ملاعب
نادي العدالة لديه ملعبه الخاص لكرة اليد.

## وصلات خارجية
- الحساب الرسمي في تويتر لنادي العدالة السعودي